# Toini Mäkelä

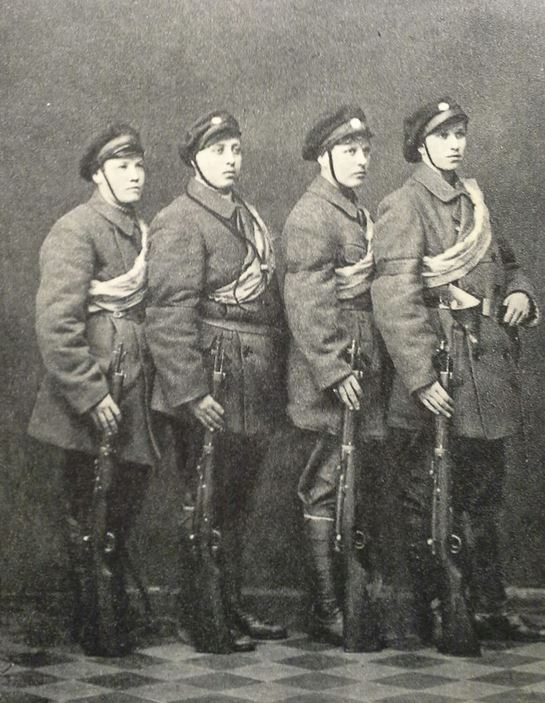
Kvinnor ur Viborgs signalkompani under inbördeskriget 1918. Toini Mäkelä till höger.

Toini Maria Mäkelä, född 10 oktober 1895 i Keuru, död i november 1973 i Moskva, var en finsk röd officer och tjänsteman i det finska kommunistpartiet (FKP). Under finska inbördeskriget ledde hon ett kvinnogardesförband och, efter att ha flytt till Sovjetryssland, avslutade hon en officerskurs. Hon var förmodligen den första finska kvinnan som tjänade i de sovjetiska väpnade styrkorna. På 1920-talet återvände Mäkelä till Finland vilket slutade i fängelse tack vare hennes politiska aktiviteter. Efter frisläppandet flyttade hon permanent till Sovjetunionen i början av 1930-talet.
I mäns uttalanden beskrevs hon som maskulin, grym och brutal, men kvinnorna som tjänade under Mäkelä var mer neutrala. Rapporter från finska Detektiva centralpolisen (EK) beskrev henne som en "gemen kvinna" från FKP:s centralkommitté, som hade utvisats från Petrograd "för sitt omoraliska beteende". EK hänvisade också till Mäkelä som den "röda amasonen".

## Biografi

### Barndom och ungdom
Mäkeläs föräldrar var Juho Taneli Mäkelä, en inhysing från Mäntyharju och Kirvus-födda hyresdotter Emma Tapanintytär Kiimalehto. Familjen hade åtta barn, av vilka Toini var det näst äldsta. Fadern Juho arbetade senare som järnvägsman i Nyslott, där Toini gick två klasser i folkskola. 1914 flyttade hon till Viborg, arbetade som piga på Juustila herrgård, som kökspersonal på en stationsrestaurang och som servitris på Hotel Continental och Viborgs Arbetarrestaurang.

### Finska inbördeskriget och Röda armén
I januari 1918 anslöt Mäkelä sig till Viborgs röda garde och tjänade som befäl för Viborgs kvinnokompani och deltog i striderna i Pullila på Sankt Andreefronten och i Valkjärvi på  centrala Karelenfronten i april. I början av mars utförde hon enligt Viborgstidningen Työ (Arbete) en spaningsflygning från isen i Viborgs Pantsarlahti-distrikt över de vitas linjer till Hiitola. I slutfasen av slaget om Viborg den 28 april flydde hon till Sovjetryssland med båt. 
Mäkelä tillbringade sommaren 1918 i Tomsk i Sibirien, men återvände i augusti 1918 till Petrograd, där hon arbetade i den finska arbetarföreningens kantin. I september etablerade Mäkelä ett beväpnat kvinnogarde med cirka 30 röda finska flyktingar. Enheten tjänade ursprungligen i Valkeasaari gränsbevakningsbataljon under ledning av Mikko Kokko, och i januari 1919 formade den, ledd av tidigare jägaren Kaarlo Kaihola, skidkompaniets kvinnliga trupp. I april skickades Mäkelä till Petroskoj, där hon tjänade som plutonchef för sjunde kompaniet i 164:e finska regementet som leddes av Väinö Rämö. Mäkeläs avdelning bestod vid den tiden av cirka 20 kvinnor, som deltog i striderna mot den finska Aunus-expeditionen.
I december 1919 började Mäkelä vid maskingevärslinjens officerkurs vid Petrograds internationella officerskola. Hon gick med i kavalleridivisionen, som kämpade mot den vita armén söder om Petrograd som en del av 7:e arméns 2:a division. Mäkelä avslutade också en agitationskurs ledd av Kalle Lepola i Petrograd. Efter morden på Kuusinenklubben hösten 1920 deltog hon i sökandet och gripandet av medlemmar i FKP-oppositionen. Mäkelä tog examen i april 1921 som enligt uppgift den enda kvinnliga examinerade på kursen och fick rang som bataljonschef.

### Aktivitet i FKP
Sommaren 1921 återvände Mäkelä till gränsbevakningsavdelningen i Valkeasaari och tog sig under hösten över till Finland för att arbeta underjordiskt i FKP. Under namnet "Erna Mether" påstods Mäkelä leda arbetet i FKP:s politiska underrättelseavdelning, vars uppgifter i Finland inkluderade militärspionage och hantering av kurirer i landet. I mars 1922 greps hon på Helsingfors centralstation. I februari 1923 dömdes Mäkelä till fem års fängelse för förberedelse av statsbedrägeri. Hon avtjänade sitt straff i Tavastehus centralfängelse, som vid tiden hade över 20 kvinnliga politiska fångar.
Mäkela släpptes villkorligt i december 1926. Med kontakterna hon gjort i fängelset började Mäkelä efter frigivningen arbeta för FKP i Helsingfors. Hon arbetade som städare på den sovjetiska ambassaden på Bulevarden, där Mäkelä bland annat var ansvarig för partiets underjordiska arbete som kontakt för Hanna Malm. Från 1927 arbetade hon också som kontorsassistent på Metallarbetarförbundets kontor. Enligt EK träffade Mäkelä ofta Väinö Vuorio, en av de viktigaste kommunistledarna. Mäkelä var också medlem i många vänsterorganisationer och grupper, som Landsföreningen för fångarna, Finlands röda invaliders förening och Finlands kommunistiska ungdomsförbund. Hon gick också med i den kommunistledda idrottsklubben Helsingfors Jyry.
När FKP:s underjordiska organisation kollapsat efter Jalmari Rasis avslöjanden, flyttade Mäkelä till Stockholm för partifrågor sommaren 1929, varifrån hon snart flyttade för gott till Sovjetunionen. Mäkelä besökte i hemlighet Finland i hemliga ärenden om FKP och Komintern i januari 1930 i Helsingfors och i augusti samma år på Karelska näset. Senare på 1930-talet arbetade hon för FKP:s politbyrås utrikeskontor i Moskva, åtminstone från 1933 till 1935. Mäkeläs närmaste partikamrater var Yrjö Mäkelä, Toivo och Vilho Antikainen. Hon klarade sig undan Stalins förföljelser och tillhandahöll Toivo Antikainen, som dömts i fängelse i Finland 1934, med information om andra finska kommunisters öden, vilket han började undersöka när han återvände till Sovjetunionen.

### De senare åren
Under mellanfreden 1940–1941 bodde Toini Mäkelä i Sordavala som då var ockuperat av Sovjetunionen. Från 1941 till 1956 arbetade hon för det finsktalande avsnittet i Moskvaradions Rysslands röst och dog vid 78 års ålder i Moskva i november 1973.